# واکنش ایزوسیانید نف
واکنش ایزوسیانید نف(به انگلیسی: Nef isocyanide reaction) یک واکنش افزایشی بین ایزوسیانیدها و آسیل کلریدها است که منجر به تولید محصولات ایمیدوئیل کلرید می‌شود. این واکنش نخستین بار توسط جان اولریش نف کشف شد.
محصول ایمیدوئیل کلرید را می‌توان آبکافت کرد و آمید را به وسیله یک هسته‌دوست دیگر، به دام انداخت. همچنین می‌توان به وسیله نمک‌های نقره، هالید آن را برداشته و یک واسطه آسیل نیتریلیوم  تشکیل داد.